# زهره مجابی
زهره مجابی (زاده ۲۵ بهمن ۱۳۳۸ قزوین)، بازیگر و نمایش‌نامه‌نویس ایرانی است. او در رشته بازیگری کارگردانی در دانشکده هنرهای زیبای دانشگاه تهران تحصیل کرده‌است؛ و لیسانس ادبیات دراماتیک از دانشکده هنرهای دراماتیک (سینما تئاتر دانشگاه هنر) را دارد. او همسر رضا فیض نوروزی است.

## فیلم‌شناسی

### سینمایی
- ۳ درجه تب (۱۳۸۹)
- دایناسور (۱۳۸۶)
- مجنون لیلی (۱۳۸۶)
- عشق فیلم (۱۳۸۱)
- عزیزم من کوک نیستم (۱۳۸۰)
- مرد بارانی (۱۳۷۸)
- بودن یا نبودن (۱۳۷۷)
- مرد عوضی (۱۳۷۶)
- ایلیا، نقاش جوان (۱۳۷۰)
- فراری(۱۳۸۷)
- الم شنگه (١٣٨٨)

### تلویزیونی
- ۱۳۹۲ پولکی (حسین تبریزی)[۱]
- ۱۳۹۰ دست بالای دست (سید محسن یوسفی)
- ۱۳۸۹ گمشده (راما قویدل)
- ۱۳۸۷ مأمور بدرقه (سعید سلطانی)
- ۱۳۸۷ بلندگوهای افسانه‌ای (محمد رحمانیان)
- ۱۳۸۶ من و پوتی (سری سوم) (حمید قدکچیان)
- ۱۳۸۴ بوی گل‌های وحشی (حسینعلی لیالستانی)
- ۱۳۸۲ عباس قلی خان دوم (محمد اقتصاد)
- ۱۳۸۲ کوچه اقاقیا (رضا عطاران)
- ۱۳۸۲ کاکتوس (سری سوم) (محمدرضا هنرمند)
- ۱۳۸۱ دیوانه در شهر (غلامرضا رمضانی)
- ۱۳۸۰ رفوزه (مرضیه محبوب)
- ۱۳۸۰ روزهای آرزو (شاهرخ حمیدی مقدم)
- ۱۳۷۹ سرزمین آرزوها (حسین پهلوان نشان)
- ۱۳۷۹ کاکتوس (سری دوم) (محمدرضا هنرمند)
- ۱۳۷۸ ورثه آقای نیکبخت (مرضیه برومند)
- ۱۳۷۷ کاکتوس (سری اول) (محمدرضا هنرمند)
- ۱۳۷۵ تهران ۱۱–۵۹۵ ج ۴۸ (مرضیه برومند)
- ۱۳۷۴ پرده عجایب (داریوش مودبیان)
- ۱۳۷۴ آندروماک (احمد آسوده)
- ۱۳۶۴ طنزآوران جهان (داریوش مودبیان و حسین فردرو)

## جوایز و افتخارات
- نامزد تندیس زرین بهترین بازیگر زن نقش مکمل دومین جشن بزرگ سینمای ایران (۱۳۷۷)